# Судзуки, Такао
Така́о Судзу́ки (яп. 鈴木貴男 Судзуки Такао, ромадзи: Takao Suzuki; род. 20 сентября 1976, Саппоро) — японский теннисист. Победитель одного турнира АТР в парном разряде, неоднократный призёр Азиатских игр, рекордсмен сборной Японии в Кубке Дэвиса по продолжительности выступлений и числу побед во всех разрядах.

## Спортивная карьера
Такао Судзуки, единственный ребёнок в семье Кацухико и Кикуко Судзуки, родился в 1976 году в Саппоро, но, начав регулярно заниматься теннисом, перебрался в 16 лет в Токио, чтобы иметь возможность тренироваться в Национальном теннисном центре. Там с ним в частности работал ведущий японский теннисист этого времени Сюдзо Мацуока, у которого Судзуки, по собственным словам, перенял как технику, так и профессиональный подход к теннису. Впоследствии тренером Судзуки стал бывший итальянский теннисист Клаудио Пистолези.
С 1995 года Судзуки регулярно выступал в профессиональных теннисных турнирах, заняв третье место в японском цикле тура Satellite. В этом же году он дебютировал в составе сборной Японии в Кубке Дэвиса, принеся команде два очка в матче против сборной Гонконга. В апреле 1996 года Судзуки выиграл свой первый «челленджер» (в Нагое, в паре с Сатоси Ивабути), а неделей позже на Открытом чемпионате Японии выиграл у шведа Никласа Култи первый за карьеру матч в турнирах основного тура АТР. Летом вместе с Ивабути он сыграл на Олимпиаде в Атланте, пробившись там во второй круг в парном разряде.
В конце 1997 года Судзуки покорился первый в карьере «челленджер» в одиночном разряде. Он развил успех в 1998 году, выиграв за сезон по три «челленджера» в одиночном и парном разрядах, дойдя до четвертьфинала Открытого чемпионата Стокгольма — турнира основного тура АТР (где он обыграл 23-ю ракетку мира Томаса Энквиста прежде, чем уступить будущему чемпиону Тодду Мартину) — и приблизившись вплотную к первой сотне рейтинга ATP. Следующие сезоны, однако, сложились не столь удачно, и в число ста сильнейших теннисистов мира Судзуки так и не суждено было попасть. Тем не менее он на протяжении долгого времени заставлял с собой считаться в туре ATP Challenger, иногда заставляя зачехлить ракетку и именитых соперников в турнирах основного тура АТР (в частности, в 2001 году на Открытом чемпионате Японии он победил Майкла Чанга — на тот момент 58-го в мире). После ухода из тенниса Мацуоки Судзуки долго оставался ведущим японским игроком, постоянно входя в национальную сборную и став в итоге её рекордсменом почти по всем показателям — число проведенных сезонов (15) и матчей (31), число игр и число побед в обоих разрядах. С Ивабути Судзуки также составил самую успешную в истории сборной пару. Трижды он был близок к тому, чтобы вывести сборную в Мировую группу — высший дивизион Кубка Дэвиса, но всякий раз японцы оступались в плей-офф.
После более чем десятка лет в профессиональном теннисе, в 2005 году, Судзуки вновь обратил на себя внимание. На Открытом чемпионате Австралии он вышел во второй круг в одиночном и в третий — в парном разряде (где его партнёром был тайванец Лу Яньсюнь). В одиночном разряде Судзуки, занимая в рейтинге 203-е место, обыграл 90-ю ракетку мира Яна-Майкла Гэмбилла, но дальше на его пути встал лидер рейтинга Роджер Федерер. Осенью Судзуки добился высшего успеха в своей парной карьере, победив с Ивабути на Открытом чемпионате Японии. Хозяева корта на пути к титулу последовательно победили три посеянных пары (Мартин Родригес-Гастон Этлис, Уэйн Артурс-Пол Хенли и Симон Аспелин-Тодд Перри). Ровно через год в четвертьфинале Открытого чемпионата Японии состоялась новая встреча с Федерером; 30-летний японец, проводивший всего лишь второй турнир за сезон и уже обыгравший перед этим сороковую ракетку мира Парадорна Шричапана, навязал первой ракетке мира упорную борьбу и проиграл лишь на тай-брейке в решающем сете — 6-4, 5-7, 6-7(3). В 2007 году Судзуки со сборной Японии в третий раз играл в плей-офф Мировой группы Кубка Дэвиса; японская команда вела 2:1 в поединке со сборной Румынии благодаря его победам в одиночном и парном разрядах, но после его поражения от Андрея Павела молодой Го Соэда не сумел принести японцам победное очко, проиграв Виктору Хэнеску.
Такао Судзуки продолжал выступать вплоть до 2018 года (хотя в 2014 и 2015 годах его призовые за выступления во «фьючерсах» и «челленджерах» составляли меньше чем по 5 тысяч долларов, в 2016 и 2017 годах — менее тысячи и менее 2 тысяч соответственно, а в 2018 он принял участие только в одном «фьючерсе»). Свой последний «челленджер» он выиграл в ноябре 2009 года в Иокогаме, а в рядах сборной Японии в последний раз появился в 2011 году.

## Выступления на турнирах

### Финалы челленджеров, фьючерсов и сателлитов в одиночном разряде (24)

#### Победы (19)
| Условные обозначения |
| Челленджеры (16+9)*  |
| Фьючерсы (3+18)      |

| Титулы по покрытиям | Титулы по месту проведения матчей турнира |
| ------------------- | ----------------------------------------- |
| Хард (15+13)*       | Зал (3+4)                                 |
| Грунт (1+10)        | Зал (3+4)                                 |
| Трава (0)           | Открытый воздух (16+23)                   |
| Ковёр (3+4)         | Открытый воздух (16+23)                   |

* количество побед в одиночном разряде + количество побед в парном разряде.
| №   | Дата            | Турнир                     | Покрытие    | Соперник в финале | Счёт              |
| 1.  | 26 ноября 1995  | Токио, Япония              | Хард        | Юн Ён Ир          | 7-6 5-7 7-5       |
| 2.  | 22 июня 1997    | Новара, Италия             | Грунт       | Массимо Валери    | 6-4 6-1           |
| 3.  | 29 ноября 1997  | Бомбей, Индия              | Хард        | Барри Коуэн       | 6-1 6-0           |
| 4.  | 5 июля 1998     | Денвер, США                | Хард        | Джастин Боуэр     | 6-3 4-6 6-4       |
| 5.  | 12 июля 1998    | Гранби, Канада             | Хард        | Дэвид Колдуэлл    | 7-6 6-3           |
| 6.  | 16 августа 1998 | Бингемтон, США             | Хард        | Диего Наргисо     | 5-2 — отказ       |
| 7.  | 16 июля 2000    | Гранби, Канада             | Хард        | Сесил Мамит       | 6-4 6-3           |
| 8.  | 30 июля 2000    | Уиннетка, США              | Хард        | Юн Ён Ир          | 6-2 6-4           |
| 9.  | 6 августа 2000  | Лексингтон, США            | Хард        | Джастин Гимелстоб | 2-1 — отказ       |
| 10. | 13 августа 2000 | Бингемтон, США             | Хард        | Юн Ён Ир          | 6-1 6-4           |
| 11. | 4 ноября 2001   | Иокогама, Япония           | Ковёр (зал) | Гоуити Мотомура   | 6-2 6-7(5) 7-6(4) |
| 12. | 3 марта 2002    | Хошимин, Вьетнам           | Хард        | Марио Анчич       | 6-4 6-3           |
| 13. | 10 марта 2002   | Киото, Япония              | Ковёр (зал) | Марио Анчич       | 6-7(4) 6-4 6-2    |
| 14. | 17 марта 2002   | Осака, Япония              | Хард        | Бьорн Фау         | 5-7 6-2 7-6(4)    |
| 15. | 25 июля 2004    | Кампус-ду-Жордау, Бразилия | Хард        | Джованни Лапентти | 6-4 6-3           |
| 16. | 11 марта 2007   | Киото, Япония              | Ковёр (зал) | Дитер Киндлман    | 2-6 7-5 6-1       |
| 17. | 29 июля 2007    | Гранби, Канада             | Хард        | Лу Яньсюнь        | 6-4 6-4           |
| 18. | 22 ноября 2009  | Иокогама, Япония           | Хард        | Мартин Фишер      | 6-4 7-6(5)        |
| 19. | 31 мая 2015     | Тумон, Гуам                | Хард        | Генго Кикути      | 6-3 6-3           |

#### Поражения (5)
| №  | Дата           | Турнир           | Покрытие    | Соперник в финале | Счёт           |
| 1. | 19 июля 1998   | Аптос, США       | Хард        | Сесил Мамит       | 7-6 3-6 2-6    |
| 2. | 25 ноября 2007 | Иокогама, Япония | Хард        | Дуди Села         | 7-6(5) 4-6 2-6 |
| 3. | 15 марта 2009  | Киото, Япония    | Ковёр (зал) | Сергей Бубка      | 6-7(6) 4-6     |
| 4. | 7 июля 2013    | Касива, Япония   | Хард        | Хироки Кондо      | 3-6 5-7        |
| 5. | 25 июня 2017   | Тумон, Гуам      | Хард        | Хироясу Эхара     | 6-7(4) 6-4 3-6 |

### Финалы турнировATPв парном разряде (1)

#### Победа (1)
| Легенда                     |
| --------------------------- |
| Турниры Большого шлема (0)* |
| Мастерс (0)                 |
| ATP International Gold (1)  |
| ATP International (0)       |

| Титулы по покрытиям | Титулы по месту проведения матчей турнира |
| ------------------- | ----------------------------------------- |
| Хард (1)*           | Зал (0)                                   |
| Грунт (0)           | Зал (0)                                   |
| Трава (0)           | Открытый воздух (1)                       |
| Ковёр (0)           | Открытый воздух (1)                       |

* количество побед в парном разряде.
| №  | Дата           | Турнир        | Покрытие | Партнёр        | Соперники в финале       | Счёт           |
| 1. | 9 октября 2005 | Токио, Япония | Хард     | Сатоси Ивабути | Симон Аспелин Тодд Перри | 5-4(3) 5-4(13) |

### Финалы челленджеров, фьючерсов и сателлитов в парном разряде (39)

#### Победы (27)
| №   | Дата             | Турнир                | Покрытие    | Партнёр            | Соперники в финале                   | Счёт           |
| 1.  | 13 ноября 1994   | Токио, Япония         | Хард        | Дэнни Сапсфорд     | Брайан Данн Бьорн Якоб               | 6-3 6-3        |
| 2.  | 20 ноября 1994   | Токио, Япония         | Хард        | Дэнни Сапсфорд     | Ким Бонсу Ли Хён Тхэк                | 6-7 6-1 6-1    |
| 3.  | 28 июля 1995     | Шамони, Франция       | Грунт       | Хуиб Трост         | Пьер Бутер Николя Сабас              | 7-5 6-7 6-3    |
| 4.  | 11 августа 1995  | Шамони, Франция       | Грунт       | Хуиб Трост         | Жан-Ноэль Гринда Николя Эскюде       | 7-6 7-5        |
| 5.  | 19 августа 1995  | Шамони, Франция       | Грунт       | Хуиб Трост         | Пьер Бутер Николя Сабас              | 7-5 7-5        |
| 6.  | 12 ноября 1995   | Токио, Япония         | Хард        | Сатоси Ивабути     | Ли Хён Тхэк Юн Ён Ир                 | 5-7 6-1 6-3    |
| 7.  | 19 ноября 1995   | Токио, Япония         | Хард        | Сатоси Ивабути     | Ли Хён Тхэк Юн Ён Ир                 | 6-4 6-0        |
| 8.  | 14 апреля 1996   | Нагоя, Япония         | Хард        | Сатоси Ивабути     | Питер Трамакки Бен Эллвуд            | 7-6 7-6        |
| 9.  | 7 июля 1996      | Амерсфорт, Нидерланды | Грунт       | Клаудио Пистолези  | Бас Вилд Тимо Лука                   | 6-4 4-6 6-3    |
| 10. | 22 июня 1997     | Новара, Италия        | Грунт       | Сатоси Ивабути     | Джузеппе Монтенет Карло Санторо      | 6-2 6-3        |
| 11. | 29 июня 1997     | Новара, Италия        | Грунт       | Сатоси Ивабути     | Диего Палмейро Мигель Пастура        | 6-2 6-1        |
| 12. | 15 марта 1998    | Киото, Япония         | Ковёр (зал) | Кевин Ульетт       | Оскар Ортис Морис Руа                | 4-6 6-1 6-4    |
| 13. | 12 июля 1998     | Гранби, Канада        | Хард        | Гоуити Мотомура    | Бобби Кокавец Фредерик Нимейер       | 7-6 6-1        |
| 14. | 23 августа 1998  | Бронкс, США           | Хард        | Джаред Палмер      | Габриэль Трифу Ота Фукарек           | 6-1 6-2        |
| 15. | 7 ноября 1999    | Ахен, Германия        | Ковёр (зал) | Ларс Бургсмюллер   | Хайро Веласко Хуан Игнасио Карраско  | 7-6(4) 6-4     |
| 16. | 2 апреля 2000    | Исава, Япония         | Грунт       | Такахиро Терачи    | Хироясу Сато Нацуки Харада           | 6-4 6-3        |
| 17. | 4 июня 2000      | Павия, Италия         | Грунт       | Игорь Гауди        | Филиппо Мессори Давиде Скала         | 6-4 6-4        |
| 18. | 25 февраля 2001  | Хошимин, Вьетнам      | Хард        | Эрик Тайно         | Филиппо Мессори Винченцо Сантопадре  | 7-6(7) 2-6 6-4 |
| 19. | 23 сентября 2001 | Тиба, Япония          | Хард        | Хироки Кондо       | Дуг Бохабой Тосихару Като            | 4-6 6-4 6-4    |
| 20. | 4 ноября 2001    | Иокогама, Япония      | Ковёр (зал) | Мицуру Такада      | Себастиан Егер Марко Кьюдинелли      | 6-3 6-4        |
| 21. | 15 сентября 2002 | Сайтама, Япония       | Хард        | Митихиса Онода     | Томас Блейк Дуг Бохабой              | 6-3 6-3        |
| 22. | 27 июля 2003     | Лексингтон, США       | Хард        | Йонатан Эрлих      | Матиас Бёкер Тревис Пэрротт          | 6-4 6-1        |
| 23. | 30 ноября 2003   | Милан, Италия         | Ковёр (зал) | Давиде Сангвинетти | Марцин Матковский Мариуш Фирстенберг | 6-4 7-5        |
| 24. | 5 июля 2009      | Саппоро, Япония       | Грунт       | Хироки Кондо       | Тацума Ито Юити Ито                  | 6-3 7-6(4)     |
| 25. | 14 октября 2012  | Касива, Япония        | Хард        | Сё Катаяма         | Даниэль Кинг-Тёрнер Жозе Стейтем     | 3-6 6-3 [10-8] |
| 26. | 29 июня 2014     | Саппоро, Япония       | Грунт       | Ясутака Утияма     | Такуто Ники Арата Онозава            | 6-2 7-6(4)     |
| 27. | 24 августа 2014  | Гаосюн, Тайвань       | Хард        | Арата Онозава      | Хуан Лёнчи Чжэнь Ти                  | 7-6(3) 6-3     |

#### Поражения (12)
| №   | Дата             | Турнир              | Покрытие    | Партнёр           | Соперники в финале                 | Счёт                 |
| 1.  | 28 ноября 1993   | Токио, Япония       | Хард (зал)  | Сатоси Ивабути    | Ким Намхун Чан Иджон               | 3-6 6-3 6-7          |
| 2.  | 4 августа 1995   | Шамони, Франция     | Грунт       | Хуиб Трост        | Жан-Ноэль Гринда Николя Эскюде     | 2-6 5-7              |
| 3.  | 26 августа 1995  | Боссонен, Швейцария | Грунт       | Сатоси Ивабути    | Эдди Банк Даниэль Орсанич          | 4-6 4-6              |
| 4.  | 10 сентября 1995 | Боссонен, Швейцария | Грунт       | Сатоси Ивабути    | Эдди Банк Даниэль Орсанич          | 6-7 6-3 5-7          |
| 5.  | 26 ноября 1995   | Токио, Япония       | Хард        | Сатоси Ивабути    | Ли Хён Тхэк Юн Ён Ир               | 1-6 3-6              |
| 6.  | 3 декабря 1995   | Токио, Япония       | Хард        | Сатоси Ивабути    | Ли Хён Тхэк Юн Ён Ир               | 7-6 3-6 6-7          |
| 7.  | 23 февраля 1997  | Киото, Япония       | Ковёр (зал) | Сатоси Ивабути    | Уэйн Блэк Махеш Бхупати            | 4-6 7-6(4) 1-6       |
| 8.  | 21 сентября 1997 | Урбана, США         | Хард (зал)  | Гоуити Мотомура   | Майкл Селл Кевин Ульетт            | 6-3 6-7 2-6          |
| 9.  | 29 ноября 1998   | Порторож, Словения  | Хард (зал)  | Александр Китинов | Максим Мирный Андрей Ольховский    | 4-6 6-7              |
| 10. | 3 ноября 2002    | Ахен, Германия      | Ковёр (зал) | Томас Симада      | Том Ванхудт Джим Томас             | 7-6(4) 6-7(4) 3-6    |
| 11. | 15 марта 2009    | Киото, Япония       | Ковёр (зал) | Тацума Ито        | Айсам-уль-Хак Куреши Мартин Сланар | 7-6(7) 6-7(3) [6-10] |
| 12. | 16 марта 2014    | Ниситама, Япония    | Хард        | Синтаро Имаи      | Тосихидэ Мацуи Арата Онозава       | 4-6 5-7              |